# 말리 전쟁
말리 전쟁 또는 말리 내전은 2012년 1월부터 말리 북부 및 남부 일대에서 시작된 전쟁을 일컫는다. 투아레그 반란이 2012년 1월 16일 시작되었고, 북부 말리의 아자와드라 일컫는 지역에서 자치의 확대 또는 독립을 요구하는 세력들이 이에 가담했다. 아자와드 민족해방운동이 2012년 4월 아자와드 전체를 장악했다.
2012년 3월 22일, 대통령 아마두 투마니 투레가 위기 대처를 제대로 못함에 따라 쿠데타로 실각했다. 2013년 대선이 치러지기 몇 달 전 발생한 사건이었다. 민주주의와 국가 회복위원회라 주장하는 병사들이 말리를 장악해 말리의 헌법을 정지시켰다. 쿠데타로 인한 불안정의 결과로 말리의 3개 대도시인 키달, 가오, 팀북투가 반군에 의해 함락되었다. 2012년 4월 5일 두엔트자를 점령한 이후 아자와드 민족해방운동은 목표를 달성해 공세를 취소하겠다고 밝혔고, 4월 6일 말리로부터 아자와드의 독립을 선포했다.
아자와드 민족해방운동은 안사르 디네와 같은 이슬람 원리주의 집단의 지지를 받았다. 아자와드에서 말리군이 축출된 이후 안사르 디네와 소수의 이슬람 원리주의 단체가 엄격한 샤리아를 적용하기 시작했다. 아자와드 민족해방운동과 이슬람 무장단체는 새로운 국가에서 상충하는 목표를 가짐에 따라 충돌을 시작했다. 결국 아자와드 민족해방운동은 안사르 디네와 서아프리카 지하드 통일운동, 알카에다 이슬람 마그레브 지부의 분파 등 다른 이슬람주의 단체들과 전투를 벌였다. 2012년 7월 17일 아자와드 민족해방운동은 대부분의 북부 도시들을 이슬람주의자들에게 빼앗겼다.
말리 정부는 북부를 장악하기 위해 외국의 군사적 도움을 요청했다. 2013년 1월 11일 프랑스군이 이슬람주의자들을 상대로 작전을 시작했다. 아프리카 연합에서 온 다른 군대들도 그 이후 파병되었다. 2월 8일 이슬람주의자들이 점령한 영토는 말리군이 수복했고, 국제동맹군의 도움이 이에 큰 기여를 했다. 투아레그 반군도 이슬람주의자들과의 전투를 이어갔지만 아자와드 민족해방운동은 말리군에 공격을 수행하여 비난을 받았다.
정부와 투아레그 반군 사이의 평화협정이 2013년 6월 18일 체결되었지만, 2013년 9월 26일 반군은 평화협정을 끝내고 정부가 휴전에 대한 약속을 어겼다고 주장했다. 프랑스군이 철수를 예정 중이지만 전투는 이어지고 있다. 알제리의 알제에서 2015년 2월 19일 휴전 협정이 체결되었지만 간헐적인 테러 공격이 여전히 발생 중이다.
2015년 4월 15일 수도에서 평화 협정이 체결되었음에도 불구하고 전두가 계속되고 있다.

## 같이 보기
- 2012년 말리 쿠데타